# Oneida Castle
Oneida Castle es una villa ubicada en el condado de Oneida en el estado estadounidense de Nueva York. En el año 2000 tenía una población de 627 habitantes y una densidad poblacional de 464 personas por km².

## Demografía
Según la Oficina del Censo en 2000 los ingresos medios por hogar en la localidad eran de $40,789, y los ingresos medios por familia eran $45,875. Los hombres tenían unos ingresos medios de $35,568 frente a los $26,964 para las mujeres. La renta per cápita para la localidad era de $20,056. Alrededor del 6.8% de la población estaban por debajo del umbral de pobreza.